# Difluormethan
Difluormethan (R32) ist eine gasförmige, organisch-chemische Verbindung aus der Gruppe der fluorierten Kohlenwasserstoffe (FKW).

## Eigenschaften
Difluormethan ist ein hochentzündliches Gas, welches mit Luft explosionsfähige Gemische bildet. Der Explosionsbereich liegt zwischen 13,5 Vol.‑% als untere Explosionsgrenze (UEG) und 27,5 Vol.‑% als obere Explosionsgrenze (OEG). Es ist schwerer als Luft und mit 3,65 g/l schlecht löslich in Wasser.
Difluormethan (R32) wird nach dem ISO-Standard 817 in die Klasse 2L eingeordnet. In die Klasse 2L sind Kältemittel mit einer Flammgeschwindigkeit von kleiner gleich 10 cm/s eingeordnet.

## Verwendung
CH2F2 findet als Kältemittel unter dem Namen R32 Verwendung. Außerdem ist es Bestandteil zeotroper Gemische von Kohlenwasserstoffen (Kältemittelgemische R4xx) mit Kurzzeichen R-407x und R-410x.
Aktuell gibt es von verschiedenen Herstellern Bestrebungen, R-410A durch R32 zu ersetzen. Seit 2013 sind kommerzielle Splitklimaanlagen auf dem europäischen Markt verfügbar.
Gegenüber R-410 A hat R-32 ein um fast 66 % niedrigeres Treibhauspotential, eine etwa 20 % höhere volumetrische Kälteleistung, sowie eine etwa 4,4 % höhere theoretische Leistungszahl (LZ, COP).
Aus der höheren volumetrischen Kälteleistung gegenüber R-410 A ergibt sich die Möglichkeit, geringere Querschnitte für die Kältemittelleitungen zu verwenden. Dies resultiert in einem leicht höheren COP wegen geringerer Druckverluste der Leitung und des damit verbundenen geringeren Energieverbrauchs des Kompressors.

## Umwelt
Difluormethan ist ein Treibhausgas. Es besitzt ein um 677-mal stärkeres Treibhauspotenzial (GWP) als CO2.
Im Gegensatz zu den Fluorchlorkohlenwasserstoffen ist es jedoch nicht ozonschädigend. Daher hat es ein ODP (Ozone Depletion Potential) von null.
Laut dem Umweltbundesamt ist Difluormethan ein wassergefährdender Stoff der Klasse 1.